# ディーシーカード
株式会社ディーシーカード（英文表記;DC CARD CO., LTD.）とは、「DCカード」ブランドのクレジットカードを発行していた、かつて存在していたクレジットカード会社。
2007年4月1日に、同じ三菱UFJ系列のUFJニコス株式会社と合併し（存続会社はUFJニコス）、三菱UFJニコス株式会社となった。

## 概説
1967年12月23日に、三菱銀行系のカード会社・ダイヤモンドクレジット株式会社として設立。1989年から、株式会社ディーシーカードに商号変更しているが、この社名の由来は、「ダイヤモンドクレジット」（Diamond Credit）の頭文字からである。
本社所在地は、東京都渋谷区道玄坂一丁目3番2号（渋谷三菱ビル）。なお、同ビル1階には三菱東京UFJ銀行渋谷支店がある。
テレビコマーシャルには、15年以上に渡り俳優の中井貴一を起用。特にカッパとタヌキとの珍道中を描いたシリーズは、10年以上続く長寿CMであった。

## 沿革
- 1967年 - 「ダイヤモンドクレジット株式会社」として設立。
- 1969年 - マスターカード発行
- 1989年 - Visaカード発行。業界初のビザ、マスターカードのデュアル発行。社名を「株式会社ディーシーカード」に変更
- 1992年 - 「DCカード２（リボ払い専用）」の発行開始。同時に「DCカード２（２回払い専用）」の申込受付を中止
- 1999年 - 業界初 ホームページから利用明細ダウンロードサービス開始
- 2000年 - 業界初 翌月の請求金額をEメール送付
- 2003年 - 会員情報誌「GRAN」発行
- 2007年 - UFJニコスと合併

## 主要株主
- 三菱東京UFJ銀行
- アコム
- ダイヤモンドコンピューターサービス
- 三菱UFJ信託銀行
- 東京海上日動火災保険
- 三菱UFJキャピタル
- ダイヤモンドリース

（2007年3月、合併直前時のもの）

## 放送番組提供
- SMAP×SMAP 毎週月曜22:00～22:54（関西テレビ・フジテレビ系列）
- 笑っていいとも!増刊号 毎週日曜10:00～11:45（フジテレビ、東京ローカルのみ）
- めざましテレビ 毎週火曜5:55～8:00（フジテレビ、東京ローカルのみ）
- Good Morning KOBY毎週日曜8:30～9:30(J-WAVE)
- どちら様も笑ってヨロシク毎週水曜19:00～20:00（日本テレビ）